# Екстраполация
Екстраполацията (от лат. екстра- и полюс) е математически метод за намиране на нови стойности на търсена функция извън множеството известни нейни стойности. Също като при интерполацията, при екстраполация търсената функция се замества със сходна, но обикновено е по-неточна, понеже търсените стойности не са ограничени от известните.
Екстраполацията е единственият възможен метод при прогнозиране стойностите на времева функция за бъдещи моменти от време, поради невъзможността да се намерят стойности, обхващащи търсената.
В статистиката екстраполация наричаме оценка на стойността на един признак за период, намиращ се вън от целия времеви отрязък Т, за който имаме данни. Основният инструмент при екстраполацията е аналитичният модел на тренда, построен чрез емпирични данни за времевия отрязък T.
Екстраполацията означава да се създаде допирателна права в края на наличните данни и да се удължи отвъд тази граница. Линейната екстраполация дава добри резултати, когато се използва да се удължи графика на приблизително линейна функция, или, когато удължението не е твърде далече от наличните данни.
Ако двете точки, най-близки до точката {\displaystyle x_{*}} за екстраполиране, са {\displaystyle (x_{k-1},y_{k-1})} и {\displaystyle (x_{k},y_{k})}, линейната екстраполация дава функцията:
{\displaystyle y(x_{*})=y_{k-1}+{\frac {x_{*}-x_{k-1}}{x_{k}-x_{k-1}}}(y_{k}-y_{k-1}).}
Полиномна крива може да бъде направена през всички налични данни или само близо до края. Създадената крива след това може да бъде удължена след края на наличните данни.